# Абор и Тинна
Абор и Тинна (англ. Abor & Tynna) — австрийский музыкальный дуэт, состоящий из брата и сестры Аттилы и Тюнде Борнемисы. Они специализируются на поп-музыке, хип-хопе и электронной музыке. Дуэт представлял Германию на конкурсе песни Евровидение 2025 с песней «Baller»; в финале они заняли 15 место.

## История
Аттила (род. 27 августа 1998) и Тюнде Борнемисы (род. 22 декабря 2000) выросли в творческой семье венгерско-румынского происхождения. Их отец Чаба Борнемиса (род. 1966) являлся виолончелистом Венского филармонического оркестра и Венской государственной оперы. Дети обучались классической музыке: Аттила играл на виолончели, Тюнде с девяти лет играла на флейте (занимала первые места на национальных конкурсах), а их младшая сестра обучалась игре на скрипке. Тюнде и Аттила изучали психологию и машиностроение соответственно.

### 2016–2024: Первые шаги
В 2016 году брат и сестра записали свою первую совместную песню, которую они опубликовали на SoundCloud. Их мать поделилась видео на Facebook, после чего продюсер пригласил дуэт в свою студию звукозаписи. В последующие годы были выпущены новые релизы. Тюнде начала выступать под псевдонимом Тинна (Tynna), а Аттила выбрал имя Абор (Abor). Примерно в 2020 году они получили приглашение принять участие на национальном австрийском отборе на конкурс песни «Евровидение», однако из-за неопытности и отсутствия выступлений в живую они отказались. В апреле 2024 года они были на разогреве на открытии тура Нины Чубы в Бремене.

### 2025–настоящее время: Евровидение
По предложению своего немецкого музыкального лейбла Абор и Тинна успешно подали заявку на участие в немецкий отборочный этап «Евровидения-2025». Первоначально они приняли участие в закрытом кастинге в декабре 2024 года с собственной песней «Babylon». Из более чем 3000 заявок они в конечном итоге оказались в числе 24 кандидатов, которые предстали перед голосованием жюри и телезрителей. По совету Штефана Рааба они выбрали песню «Baller», короткий отрывок из которой Рааб обнаружил в профиле дуэта в Instagram.
Абор и Тинна получили от жюри разрешение выступить в полуфинальном шоу с кавер-версией песни Адели «Skyfall». Их дебютным альбомом стал Bittersüß, вышедший в том же году. Песня, вошедшая в альбом, была выбрана жюри в финал, а затем в суперфинал, где 1 марта 2025 года песня победила в телеголосовании среди четырёх оставшихся участников, набрав 34,9 % голосов. Таким образом, Абор и Тинна выиграли право представлять Германию в финале конкурса песни «Евровидение» в Базеле 17 мая 2025 года.

## Дискография

### Альбомы
| Название  | Датели                                                                                         | Чарты |
| Название  | Датели                                                                                         | GER   |
| --------- | ---------------------------------------------------------------------------------------------- | ----- |
| Bittersüß | - Опубликован: 14 января 2025 - Лейбл: Jive Germany - Форматы: CD, digital download, streaming | 37    |

### Синглы
| Название            | Год  | Чарты | Чарты    | Чарты    | Альбом             |
| Название            | Год  | GER   | LAT Air. | LTU Air. | Альбом             |
| ------------------- | ---- | ----- | -------- | -------- | ------------------ |
| «Anti Ally»         | 2020 | —     | —        | —        | Неальбомные синглы |
| «Winx Club»         | 2022 | —     | —        | —        | Неальбомные синглы |
| «Coco Taxi»         | 2023 | —     | —        | —        | Bittersüß          |
| «Plattenpräsident»  | 2024 | —     | —        | —        | Неальбомные синглы |
| «Küsschen»          | 2024 | —     | —        | —        | Bittersüß          |
| «Mama»              | 2024 | —     | —        | —        | Bittersüß          |
| «Guess What I Like» | 2024 | —     | —        | —        | Bittersüß          |
| «Seifenblasen»      | 2024 | —     | —        | —        | Bittersüß          |
| «Baller»            | 2025 | 13    | 27       | 99       | Bittersüß          |